# Скидра
Ски́дра (греч. Σκύδρα) — малый город в Греции. Расположен на высоте 40 м над уровнем моря, на западном берегу реки Могленицас, к юго-востоку от города Эдеса. Административный центр общины Скидра в периферийной единице Пела в периферии Центральная Македония. Площадь 9,98 км². Население — 5406 человек по данным переписи 2011 года.
В городе находится железнодорожная станция, открытая в 1894 году. В 1916 году построен вокзал.
До 1926 года (ΦΕΚ 97Α) город назывался Вертекоп (Βέρτεκοπ).

## Население
| Год  | Население, человек |
| ---- | ------------------ |
| 1991 | 4610               |
| 2001 | 5228               |
| 2011 | ↗ 5406             |